# Signa
Signa település Olaszországban, Toszkána régióban, Firenze megyében. Lakosainak száma 18 874 fő (2023. január 1.). Signa Campi Bisenzio, Carmignano, Lastra a Signa, Poggio a Caiano és Scandicci községekkel határos.

## Népesség
A település lakossága az elmúlt években az alábbi módon változott:
| Lakosok száma | 19 376 | 18 901 | 18 874 |
|               | 2013   | 2018   | 2023   |